# ヘンミンゲン (ニーダーザクセン)
ヘンミンゲンまたはヘミンゲン ( Hemmingen) は、ドイツ連邦共和国ニーダーザクセン州ハノーファー広域連合に属す市である。

## 地理

### 位置
ヘンミンゲン市はライネ川の谷に位置し、肥沃な黄土の土壌を持つヴェーザー山地の支脈沿いに位置している。

ヘンミンゲンの市区図

### 市の構成
ハノーファー広域連合の小さな自治体を統合した面積 31.59 km2 の市ヘンミンゲンは、以下の市区で構成されている。
- アルヌム（面積 4.62 km2）
- デヴェーゼ（面積 3.27 km2）
- ハルケンブレック（面積 ３.49 km2）
- ヘンミンゲン＝ヴェスターフェルト（面積 5.32 km2）
- ヒッデストルフ（面積 8.69 km2）
- オーレンドルフ（面積 3.56 km2）
- ヴィルケンブルク（面積 2.68 km2）

### 隣接する市町村
ヘンミンゲンは、州都ハノーファーおよびラーツェン、パッテンゼン、シュプリンゲ、ロネンベルクと境を接している。

## 歴史
この街は、1124年以後 Hemmege、1185年 – 1206年 Hemmige、1223年 Hemie、1225年頃および1269年 Hemmie と表記された。
ヴィルケンブルク市区には、キリスト生誕頃の時代にローマ軍ヴィルケンブルク基地があった。面積約 30 ha に約2万人のローマ兵がいた。この遺跡はニーダーザクセン州で最初に発見されたローマ軍の基地で、ライン川右岸のゲルマニア（ゲルマニア・マグナ）の北東端に位置していた。
ヘンミンゲンの近くに中世の集落クライン・ヘンミンゲンがあったが、15世紀頃に廃村となった。集落跡は2014年にカール＝フリードリヒ＝ガウス＝シューレ前の土木工事で発見され、考古学調査が行われた。1960年代の新興住宅地の発展によりハノーファーの市境とヘンミンゲンおよびヴェスターフェルトが一体化し、同じ郵便番号を用いるようになった。
1974年3月1日にアルヌム、デヴェーゼ、ハルケンブレック、ヘンミンゲン＝ヴェスターフェルト、ヒッデストルフ、オーレンドルフ、ヴィルケンブルクが合併して新たな自治体ヘンミンゲンが成立した。7つの旧自治体は直ちに地域共同体を形成した。これらの地区の特徴は、1945年以降に急速に発展したことである。現在のヘンミンゲンの市域にあたる自治体の1939年時点の人口は4,334人であったが、1973年には16,024人にまで増加した。近代的な住宅建築が街の景観を造り出している。
1999年3月1日以降ヘンミンゲンは「シュタット」（市）となった。
2003年から2004年にラートハウス広場とそれに面する建物の一部が、改修・近代化された。市庁舎は、近代的な行政の要請に応えるために、一部が取り壊され、新庁舎で拡張・増階された。

## 行政

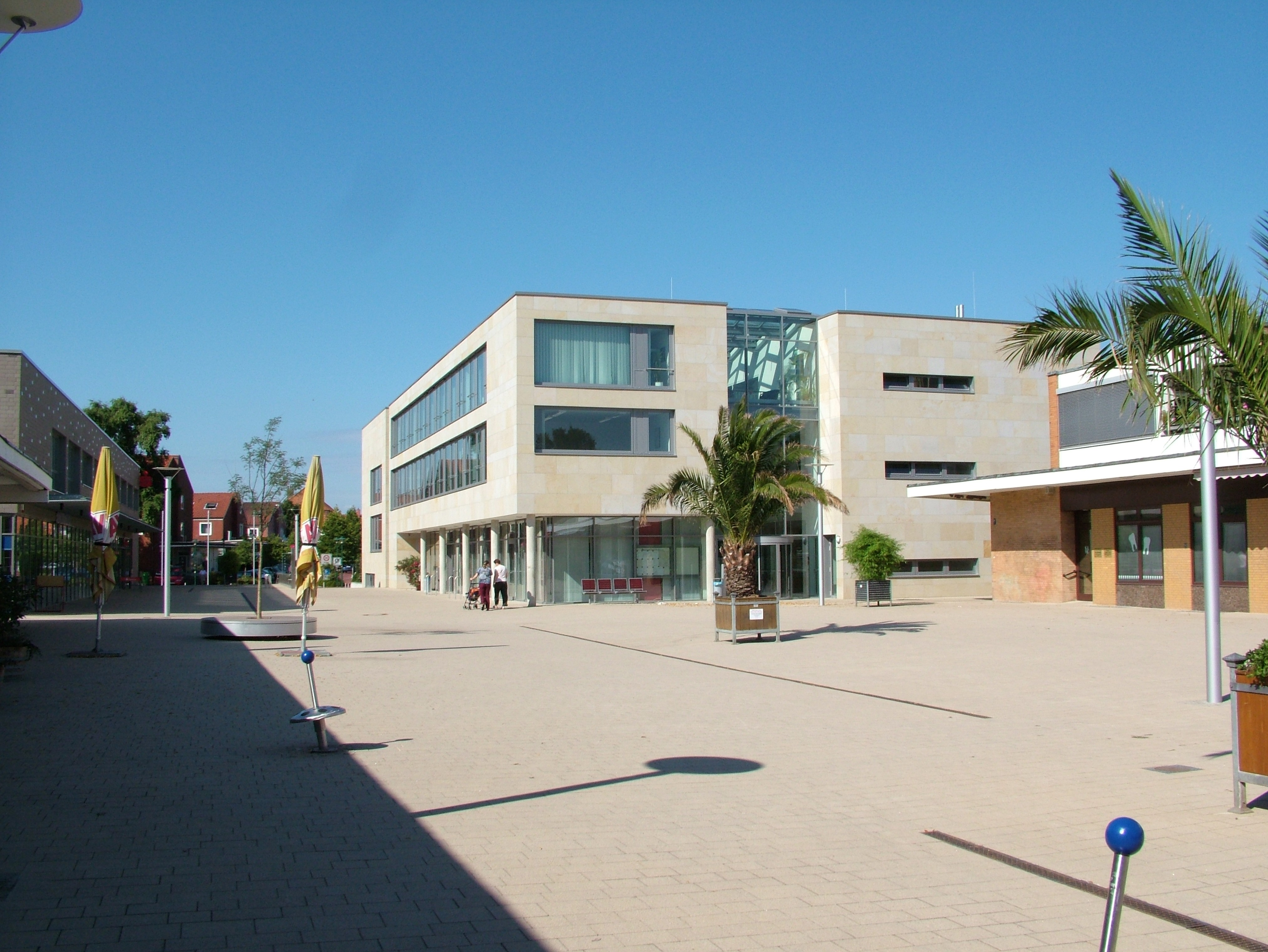
ヘンミンゲン市庁舎

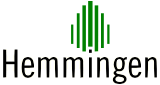
ヘンミンゲン市のロゴ

### 議会
ヘンミンゲン市の市議会は、市長と26議席の議員で構成される。市議会は専門委員会を編成し、この専門委員会では議員に指名された参加者が議決権を持たず参加する。議会と委員会は公開されている。

### 首長
市長は、2021年からヤン・ディンゲルダイ (CDU) が務めている。それ以前（1997年 - 2021年）はクラウス＝ディーター・シャハト＝ガイダ (SPD) がその地位にあった。

### 紋章
紋章のデザインはヘンミンゲン育ちの H. フェアハイによってなされた。
- この紋章は、1950年8月2日にニーダーザクセン州内務大臣の認可を得た[6]。
- 1974年3月1日に成立した新しい自治体ヘンミンゲンは、それまでのヘンミンゲン＝ヴェスターフェルトの紋章を継承することとし、1974年5月9日にハノーファーの行政管区長官の認可を得た[6]。
- 1999年3月1日に法によって新設されたヘンミンゲン市はそれまでのヘンミンゲンの紋章を継承することとし、ハノーファー郡当局の認可を得た。

図柄: 背景は銀地。7つの、細い横帯状にまっすぐ配置された（イン・フェス）直立した赤い菱形（フュージル）。それぞれその中に金色の鋲頭が配置されている。
紋章の由来: 紋章は、ヘンミンゲンの地元の貴族アルテン家の紋章（配置が向かって左上から右下）の変形である。

### 姉妹都市
姉妹都市は以下の通りである。
- イヴト（フランス語版、英語版）（フランス、セーヌ＝マリティーム県）
- サウス・ラナークシャー（イギリス）
- ムロバナ・ゴシリナ（ポーランド語版、英語版）（ポーランド、ヴィエルコポルスカ県）
- マルククレーベルク（ドイツ語版、英語版）（ドイツ、ザクセン州）

## 文化と見どころ

### 文化イベント
ヘンミンゲン＝ヴェスターフェルトの文化センター「バウホーフ」では様々な文化イベントが開催されている。市の大きなイベントはカール＝フリードリヒ＝ガウス＝シューレの講堂で行われる。この講堂には300人が収容でき、音楽学校がミュージカル上演のために利用したりしている。
毎年、ライネ＝ビューネ e.V. 演出の演劇作品がユーゲント＝クルトゥール＝ハウス・ヘンミンゲン（ヘンミンゲン青年文化館）で上演される。

### 音楽
カール＝フリードリヒ＝ガウス＝シューレとヘンミンゲン音楽学校 e.V. のアンサンブルと合唱団は、コンサートや姉妹都市との交換演奏会に登場する。これに加えて、ヘンミンゲンには様々な地元消防団の音楽隊が存在する。

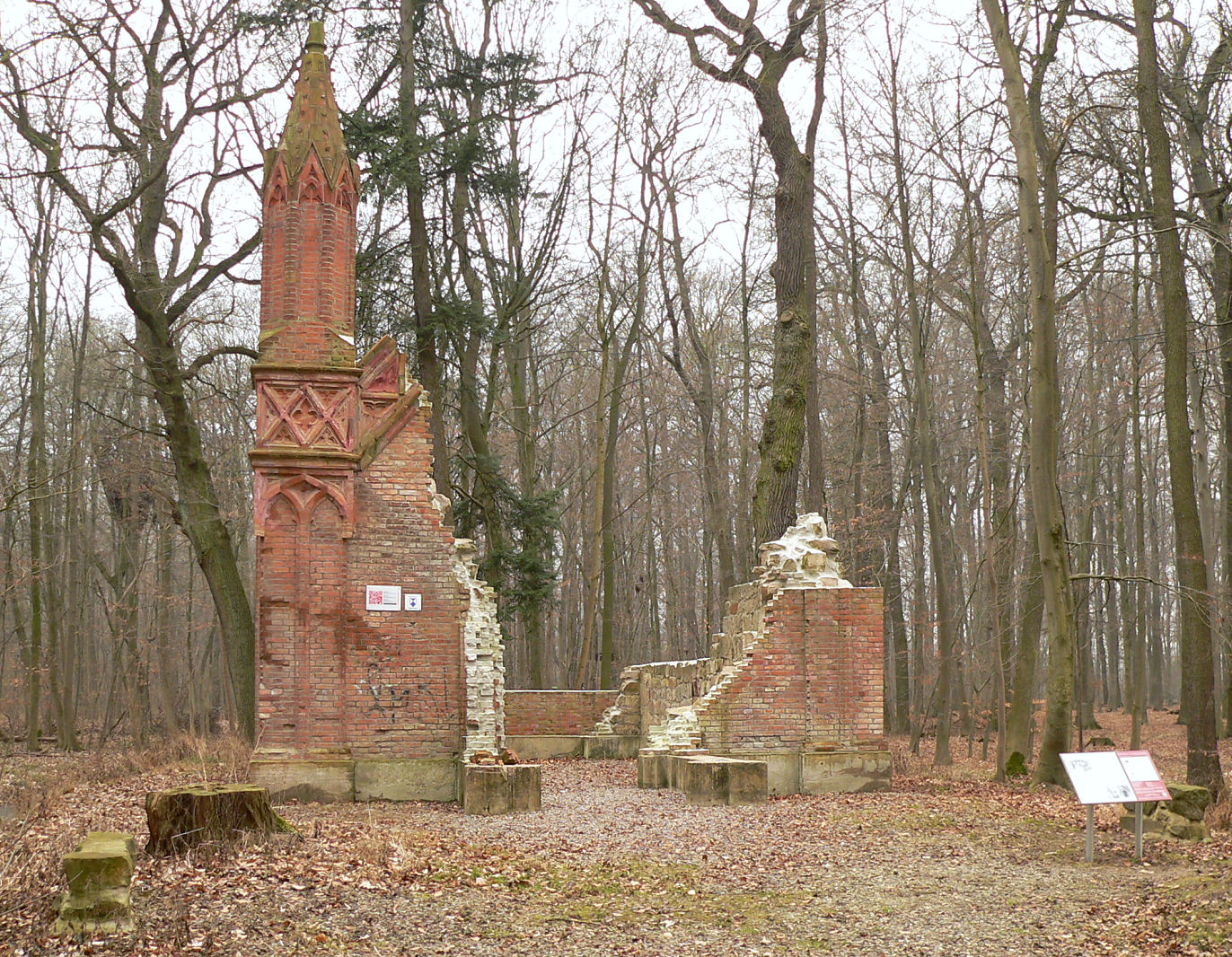
カール・フォン・アウグストの廟所

### 緑地と近郊レジャー地
近郊レジャーは、ヘンミンゲンとその周辺でとても多彩である。多くの土地が開放されており、ヘンミンゲン＝ヴェスターフェルト近郊のリックリンガー・ホルツ、デヴァーゼ近郊のビュルガーホルツ、あるいはヒッデストルフ近くに位置する景観保護区の「リンデルターおよびシュタムストルファー・ホルツ」など多くの小さな森がある。
ズンデルンは、ヘンミンゲン＝ヴェスターフェルト、ヴィルケンブルク、アルヌムの間に位置する自然保護区である。エルレンブルーフヴァルトには、ゲオルク・ルートヴィヒ・フリードリヒ・ラーフェスとコンラート・ヴィルヘルム・ハーゼがカール・フォン・アルテンのために建立した廟所もある。
広さ 317 ha のアルテ・ライネ自然保護区（2021年にハノーファーとルーテとの間のライネアウエ自然保護区に拡張された）は、パッテンゼン、ラーツェン、ヘンミンゲンの間にあり、多くの動物種の棲息地となっている。
ヘンミンゲンにはリックリンガー・キースタイヘ（浚渫湖）という水域があり、様々なレジャーに利用されている。
ヘンミンゲン＝ヴェスターフェルトには都市公園を整備する計画がある。

## 経済と社会資本

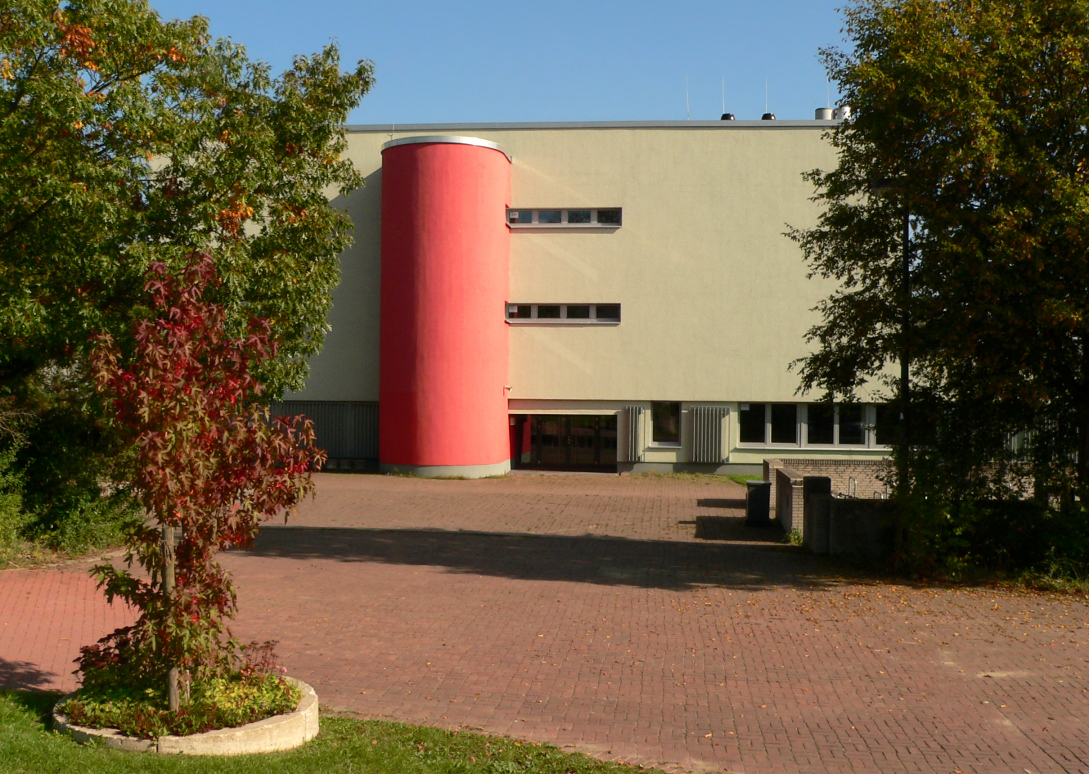
カール＝フリードリヒ＝ガウス＝シューレ

### 教育
アルヌム、ヘンミンゲン＝ヴェスターフェルト、ヒッデストルフにそれぞれ基礎課程学校がある。ヘンミンゲン＝ヴェスターフェルトにはさらに上級の学校であるカール＝フリードリヒ＝ガウス＝シューレがある。この学校では約1500人の生徒が学んでおり、スポーツ特にサッカーのエリート校である。
ライネ市民大学は成人向けおよび子供向けのコースを提供しており、ヘンミンゲン音楽学校 e.V. は幼児期からの楽器およびボーカルコースを提供している。音楽学校は、市内の幼稚園や学校と連携している。
ヘンミンゲン市は、ヘンミンゲン＝ヴェスターフェルトのユーゲント＝クルトゥール＝ハウス（直訳: 青年文化館）と、アルヌムのキンダー・ウント・ユーゲントロイメン（直訳: 青少年の部屋）の2つの青年センターを有している。ここでは青少年向けに創造的で体験的な校外活動を提供している。特別なのは、シュトラントバートゼー（水浴池）の裏にあり、市の青年福祉部門によって管理されているバウシュピールプラッツである。

### 交通
連邦道3号線は、2020年から長さ 7.5 km のバイパス道路としてヘンミンゲン＝ヴェスターフェルトとアルヌムの西、ヒッデストルフ、オーレンドルフ、デヴェーゼの東を通っている。
2023年12月半ばにハノーファー・シュタットバーンの7号線がヴェスターフェルトまで開業する。このために2019年からリックリンゲンのゲッティンガー・シャセーやヘンミンゲンのゲッティンガー・ラントシュトラーセ沿いで工事が行われている。将来的にはさらにアルヌムまで延伸される予定である。近隣市町村とヘンミンゲン市区との間は、ハノーファー広域交通 (GVH) の多くのバス路線で結ばれている。
この他に、自動車交通とは分離された遊歩道や自転車道のネットワークが整備されており、住民にレジャーの機会を与えている。ヘンミンゲンは、AG ファールラートフロイントリッヘ・クムーネン（直訳: 自転車フレンドリーな自治体作業共同体）に加盟している。

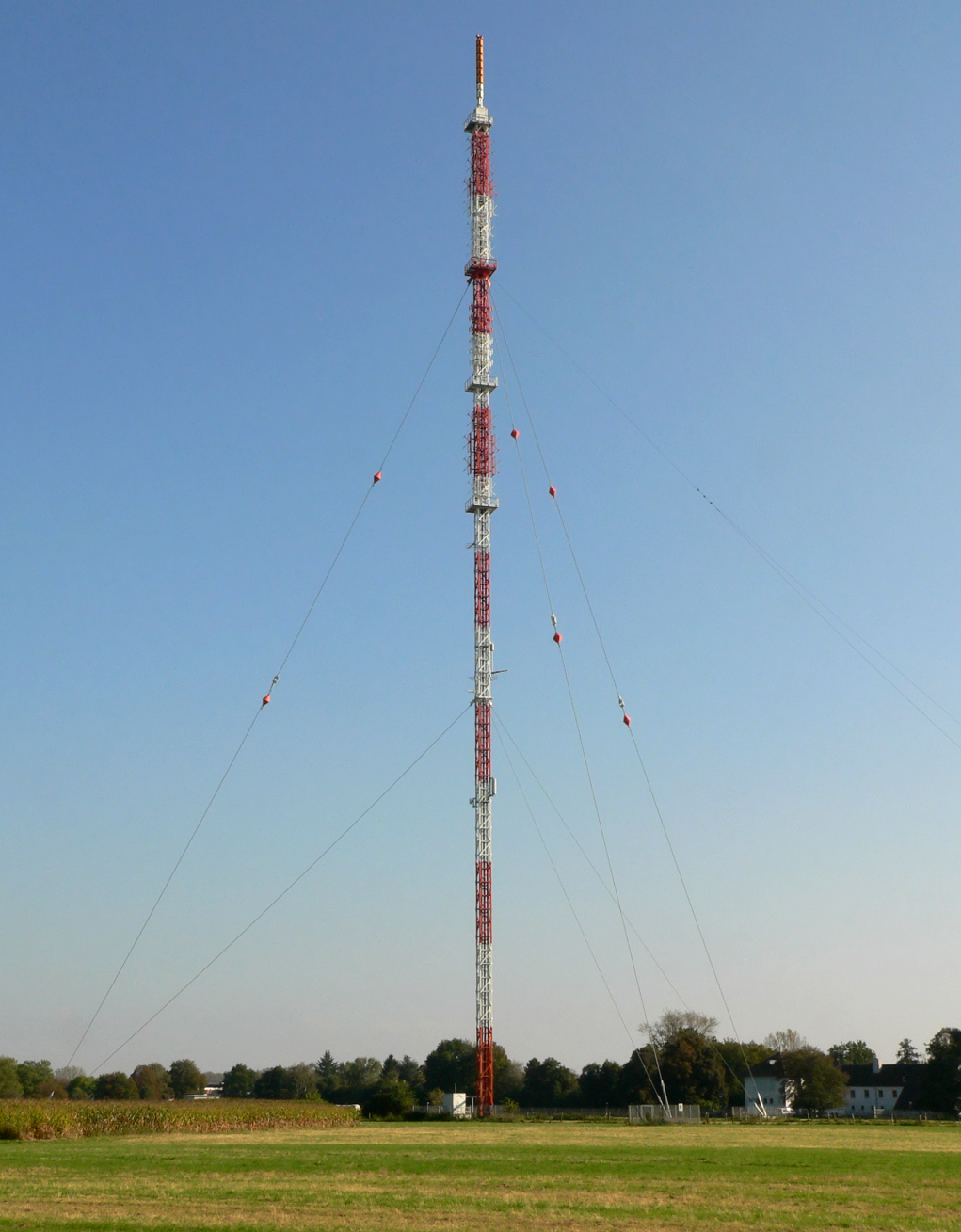
ヘンミンゲン通信塔

### 経済
ヘンミンゲン市には、ヘンミンゲン＝ヴェスターフェルト、アルヌム、デヴェーゼ市区に、あわせて4つの商工業地区がある。従業員数の観点から最も重要な企業が vph/Igepa グループと建設現場の安全サービスを提供するB.A.S.交通工学である。
市域北部の空き地に、1940年代からヘンミンゲン送信所がある。これは、北ドイツ放送 (NDR) のUKW、DABおよびDVB-Tの送信所である。市外からも見ることができるヘンミンゲンのランドマークである送信塔は高さ 149.5 m の鋼鉄トラスの塔である。もう1本の高さ 108 m の塔は、使われなくなったため取り壊された。

## 人物

### 出身者
- カール・フォン・アルテン（ドイツ語版、英語版）（1764年 - 1840年）ハノーファー＝イギリスの将軍、官僚。
- ヨハン・ゲオルク・コンラート・オーバーディーク（ドイツ語版、英語版）（1794年 - 1880年）果実学者。

### ゆかりの人物
- ゲオルク・ルートヴィヒ・フリードリヒ・ラーフェス（ドイツ語版、英語版）（1788年 - 1864年）建築家、都市プランナー、建築エンジニア。1817年にカール・フォン・アルテン将軍の邸宅を建設し、1842年にその廟所を設計した。
- コンラート・ヴィルヘルム・ハーゼ（ドイツ語版、英語版）（1818年 - 1902年）建築家、大学教師。19世紀ネオゴシック建築の最も重要な建築家の1人とみなされている。1852年にカール・フォン・アルテンの廟所を完成させた。
- ヴェルナー・ポッツェルンハイム（ドイツ語版、英語版）（1927年 - 2014年）自転車トラックレース選手。アルヌムで亡くなった。

## 関連図書
- Bürgerverein Hemmingen e. V., ed (1999). Der Rote Faden für Hemmingen-Westerfeld, Wilkenburg, Harkenbleck, Arnum, Ohlendorf, Hiddestorf, Devese. Hemmingen/Region Hannover